# Joseph Émile Barbier
Joseph Émile Barbier (1839-1889) va ser un matemàtic i astrònom francès.

## Vida i Obra
Format a l'École normale supérieure (1857-1860), va ser professor durant un temps (1861-1865) al Lycée Masséna de Niça i després es va incorporar a l'equip d'Urbain Le Verrier a l'Observatori Astronòmic de París. Les seves aportacions versen, sobre tot, en geometria de l'espai i trigonometria esfèrica. Durant els anys vuitanta va patir un atac d'alienació mental i va deixar les tasques científiques, fins que el va redescobrir Joseph Bertrand en un asil de Charenton-Saint-Maurice i el va encoratjar a continuar les seves recerques, malgrat la seva inestabilitat mental. Entre 1882 i 1887 va escriure deu articles més sobre geometria, càlcul integral i teoria de nombres.
El teorema de Barbier és un resultat d'anàlisi convexa que caracteritza les corbes de llargada constant.